# Dark Souls
Dark Souls je RPG videohra vytvořená firmou FromSoftware a publikovaná firmou Bandai Namco Entertainment v září 2011. Verze pro Microsoft Windows byla vydána v srpnu 2012 pod názvem Dark Souls: Prepare to Die Edition, tato verze obsahuje také DLC Artorias of the Abyss. Vylepšená verze hry, která přinesla zlepšené grafické zpracování a stabilitu vyšla v květnu 2018 pod názvem Dark Souls: Remastered. Na hru nepřímo navazují další dva díly ze série, a sice Dark Souls II a Dark Souls III.
Hra se odehrává ve fiktivním království Lordran, které je inspirováno středověkou Evropou. Toto království je zasaženo prokletím a invazí démonů a nemrtvých. Hlavní postavě je svěřen úkol rozeznít Zvon Probuzení (angl. Bell of Awakening) a zjistit tak svůj úděl. Hratelnost Dark Souls je vázána na zkoumání světa, hledání klíčových položek a porážení nepřátel. Hra se vyznačuje vysokou mírou složitosti a předpokládá zvýšenou počáteční obtížnost.
Dark Souls obdržela pozitivní ohlasy již před svým vydáním a byla považována za jednu z nejlepších videoher. Ovšem názor například na obtížnost hry byl smíšený. Zatímco někteří chválili výzvu, kterou hra poskytuje, jiní ji kritizovali za to, že je zbytečně nemilosrdná. Verze pro Windows také obsahovala nějaké části, které verze pro PlayStation 3 a pro Xbox 360 neobsahovaly. Do dubna 2013 se po celém světě prodalo přes dva miliony kopií této hry.

## Hratelnost
Dark Souls je RPG videohra hraná z perspektivy třetí osoby. Hráč má k dispozici širokou škálu zbraní a kouzel. Zbraně umožňují dva typy poškození - základní a silné, které je pomalejší. K dispozici jsou rovněž štíty k ochraně a odrážení nepřátelských útoků. Hráč má k dispozici také několik typů kouzel - poškozující, léčivá nebo jinak užitečná.
Ústředním prvkem Dark Souls jsou hořící ohniště (angl. Bonfire) - ohniště se zaraženým mečem. Tato ohniště slouží jako kontrolní body pro každou úroveň. Pokud je hráč poražen, je oživen u posledního ohniště které objevil. Ohniště oživí nejen hráče, ale také základní typy nepřátel. Toto ohniště také obnovuje počet Léčivých lahviček (angl. Estus Flask), umožnuje zvýšení úrovně a provádět další klíčové akce - například přemístění mezi objevenými ohništi. 
Dalším aspektem je Lidskost (angl. Humanity) - toto označuje jak herní předmět, tak stav herní postavy po jeho konzumaci u ohniště. Konzumace předmětu Lidskost umožňuje spojení s dalšími hráči případně postavami a zvýšení počtu Léčivých Lahviček u ohniště. Tento předmět také obnovuje životy po konzumaci. Pokud je hráč poražen, ztratí Lidskost a spojení s ostatními. 
Pokud je hráč poražen, ztratí Lidskost a získané Duše (angl. Souls) - tyto mohou být opět získány, pokud se hráč vrátí na místo svého poražení bez dalšího úmrtí. 

## Příběh
Hra obsahuje velmi malé množství příběhových animací. Příběh je vyprávěn převážně rozhovory s postavami, popisky předmětů a grafickou vizualizací herních úrovní.

### Příběhové pozadí
Podle mytologie Dark Souls, byl svět zpočátku chladné, ponuré a jednotvárné místo. Pod obrovskými prastarými stromy, na šedých skalách a v neproniknutelných mlhách žili draci, kteří byli díky svým šupinám obdařeni nesmrtelností. Tato doba byla takzvaným Věkem Prastarých (angl. Age of Ancients) – érou draků. Jednou však vzplál První Plamen (angl. First Flame) a stanovil hranici mezi teplem a zimou, životem a smrtí, světlem a temnotou. V Plameni byly nalezeny Duše Pánů (angl. Souls of Lords). První duši objevil Pán Hrobů Nito (angl. Gravelord Nito), První z Mrtvých. Další duše byla nalezena Čarodějnicí z Izalithu (angl. Witch of Izalith) a jejími dcerami chaosu. Třetí duši získal Gwyn, Pán Slunečního Svitu (angl. Gwyn, Lord of Sunlight), jehož vždy doprovázeli věrní stříbrní rytíři. Poslední duši nalezl Nenápadný Mužík (angl. Furtive Pygmy), dávno zapomenutý jedinec, jehož lze považovat za prapředka lidí. Tento mužík získal Temnou Duši (angl. Dark Soul) a rozdělil ji napříč lidstvem v podobě Lidskosti (angl. Humanity) - zdroje lidství.
Nito, Čarodějnice a Gwyn získali sílu díky nalezeným duším a postavili se mocným drakům o nadvládu nad světem. Gwynovy blesky odloupaly jejich dračí šupiny, Čarodějky vyvolaly ohnivé bouře a Nito vyvolal oblaka smrti a nemoci. Pomohl jim také jeden z draků - Bezšupinatý Seath (angl. Seath the Scaleless), jediný drak bez šupin nesmrtelnosti. Draci byli poraženi, čímž začala éra bohů - Věk Ohně (angl. Age of Fire). 
Pánové (angl. Lords) a jejich stoupenci založili říši Lordran. Díky síle nabité z Duší Pánů se stali vládci známého světa, zatímco první generace lidí žili v jejich područí. Bohové, hrdý a mocný národ spjatý s ohněm byl na vrcholu, zatímco lidé, slabá rasa svázaná s temnotou živořila v ústraní. Důkazem tehdejšího rozkvětu bylo božské město Anor Londo tyčící se v nitru Lordranu, jehož svrchovaným vládcem se stal Gwyn. Vždy ho doprovázeli jeho oddaní Stříbrní rytíři a elitní čtyřčlenná družina. V ní byli: drakobijec Ornstein (Dragonslayer Ornstein), jenž vládl mocným kopím; Hawkeye Gough, mistr luku; Pánova čepel Ciaran (Lordʼs Blade Ciaran) ovládla dýky; a čtvrtý z nich byl Artorias, mistr velkých mečů. Další z Gwynových následovníků byl popravčí Smough (Executioner Smough). Ten tak miloval svoji práci, že kosti svých obětí si drtil do jídla, avšak kvůli tomu se nemohl připojit ke čtyřem privilegovaným rytířům.
Samotný dračí zrádce Seath Bezšupinatý, jenž od Gwyna za své zásluhy dostal nejen titul vévody, ale i část Duše Lordů, si na skále nad Anor Londo vybudoval svůj archiv, kde prováděl magické experimenty a výzkum. Svým bádáním začal být posedlý, až jednou zcela zešílel, což však nijak nebránilo jeho následovníkům nadále plnit pánovu mnohdy zvrácenou vůli. V poslední řadě Gwyn věnoval velkým lidským vůdcům tituly králů Nového Londo (New Londo), prosperujícího města lidí. Tito prozíraví jedinci vzešli ve známost jako Čtyři králové (Four Kings). I jim Gwyn předal část své Duše Lordů.
Jenže po nějaké době se stalo, že První plamen začal vyhasínat a s ním se ztrácela síla bohů, zatímco lidé naopak získávali na síle. Zde na scénu opět vstupuje Čarodějnice z Izalithu. Ta se s pomocí své Duše Lordů pokusila vytvořit nový První plamen. Její pokus však nevyšel, místo toho stvořila zvrácený Plamen chaosu (Flame of Chaos), který zničil město Izalith, jí samotnou přeměnil v strašlivou Lóži chaosu (Bed of Chaos) a několik jejích potomků též odporně znetvořil. Aby toho nebylo málo, Plamen chaosu stvořil mnoho hrozivých démonů, kteří zaplavili svět. Byli to právě démoni, kteří dali vzniknout Černým rytířům (Black Knights), což původně bývali Gwynovi oddaní Stříbrní rytíři, ovšem boj se zrůdami chaosu jejich zbroj spálil do černa. Po tomto katastrofálním neúspěchu Gwyn podstoupil mnoho zoufalých pokusů, jak Věk ohně zachovat, ovšem žádný z nich nevyšel. Odhodlal se proto ke krajnímu řešení: s Černými rytíři odešel k Prvnímu plameni, kde se obětoval planoucí výhni. Svou smrtí v plamenech rozdmýchal chřadnoucí oheň, čímž se stal Pánem popela (Lord of Cinder) a Věk ohně tak úspěšně prodloužil, leč po této události už svět nikdy nebyl stejný jako před tím.
S Gwynovou smrtí upadala i bývalá sláva Anor Londo a bohové jej opouštěli. Jediný bůh, který zde nakonec zůstal, byl Gwynův mladší syn Gwyndolin, zvaný Temné slunce (Dark Sun Gwyndolin). Ten se kdysi narodil pod silným vlivem měsíce, pročež byl vychován jako dívka. Vytvořil nad opuštěným městem iluzi slunečního svitu a sám zůstával skryt v podzemí města, kde si později vytvořil svůj oddaný kult. Ve městě byl též ukryt Lordvessel, artefakt, který slouží k otevření zapečetěného průchodu k Prvnímu plameni.
V určitém okamžiku v minulosti, ať ještě před Gwynovou smrtí či až po ní, se do Nového Londo přikradl prvotní had Kaathe (Primordial Serpent Kaathe), zvláštní hadovitá bytost, která věří, že Plamen by se měl nechat vyhasnout, čímž by Věk ohně skončil a nadešel Věk temna (Age of Dark) – éra lidí. Přesvědčil Čtyři krále, aby mu naslouchali. Na jeho popud začali využívat schopnost vysátí života (Lifedrain), což je temné umění pramenící z Temné duše, s nímž byli králové schopni krást cizí lidskost. Právě tato moc přivedla krále ke zlu. Stejnou dovednost začali využívat i jejich rytíři, z nichž se stali temné přízraky (Darkwraiths), jenž zamořili město. Lstivý had též na Nové Londo přivolal Propast (The Abyss), říši prázdnoty a temnot. Nové Londo tak propadlo temnotě a několika místním obyvatelům nezbylo nic než krajní řešení. Aby zastavili temné přízraky a zlu propadlé Čtyři krále, kteří dále šířili temnotu, zaplavili celé město a tím zahubili i jeho zbývající obyvatele. Králům se přesto podařilo přežít v hlubinách Propasti...
Ústředním motivem Dark Souls je neustálé opakování nikdy nekončícího cyklu nihilistického světa. Zánik starých říší a vznik nových, vzestup mocných vládců a jejich pád, boj mezi světlem a temnotou, vyhasínání Prvního plamene a jeho opětovné rozdmýchání. Nic netrvá věčně, a i když se Lord Gwyn obětoval plamenům a prodloužil tak Věk ohně, po nějaké době začal Plamen znovu vyhasínat...

### Děj
Ve hře se ujímáme postavy nemrtvého bojovníka (zvaného Vyvolený nemrtvý – Chosen Undead). Již uplynulo mnoho let od výše popsaných událostí (dle náznaků ve hře zhruba jedno tisíciletí). Jak se Věk ohně opět blíží ke svému konci, po světě se šíří prokletí neznámého původu a mění lidi v nemrtvé. Takoví jedinci jsou nedobrovolně označeni Temnou značkou (Darksign), a ačkoliv po smrti znovu obživnou, postupně ztrácejí své vzpomínky a příčetnost, svou lidskost, a stávají se prázdnými (Hollows): bezduchými zatracenci, kteří připomínají zombie, a kterým už nelze nijak pomoci. Dle náznaků napříč celou sérií je pravděpodobné, že Temná značka a celé prokletí nemrtvých je ve skutečnosti výsledek snažení bohů (zřejmě tak i Lorda Gwyna) spoutat Temnou duši s ohněm ve snaze potlačit temnotu v lidském nitru. Právě toto prokletí postihlo i hlavního hrdinu hry. Ten se probouzí v Severním blázinci pro nemrtvé (Northern Undead Asylum), kde se dozvídá o proroctví, v němž stojí, že nemrtvý hrdina rozhoupe a rozezvoní Zvony probuzení (Bells of Awakening). Následně ve spárech obří vrány prchá pryč a dostává se do zpustošeného království Lordranu, které už jen připomíná svojí někdejší slávu. Města jsou opuštěna a svět je zaplaven monstry, démony, bezduchými nemrtvými a temnotou. Jediné bezpečné útočiště se tak nachází u ohňů, bonfirů – mečů zaražených v planoucích kostech nemrtvých.
Vrána vysadí hlavního hrdinu u Svatyně spojení ohně (Firelink Shrine), odkud se vydává na cestu Lordranem. Cestou potkává několik postav, kupříkladu Solaire z Astory (Solaire of Astora), Lautreca z Carimu (Lautrec of Carim) či Siegmeyera z Catariny (Siegmeyer of Catarina). Postupně se dostane až na vrchol Farnosti nemrtvých (Undead Parish), kde po porážce Zvonového gargoyla (Bell Gargoyle) rozhoupe jeden ze dvou Zvonů probuzení. Následně se vydá za druhým zvonem do Slepého města (Blighttown). Zde musí porazit Čarodějnici chaosu Quelaag (Chaos Witch Quelaag), znetvořenou dceru Čarodějnice z Izalithu, napůl ženu a napůl pavouka. Poté rozhoupá i druhý zvon. Zvuk obou Zvonů probuzení otevírá bránu do Senovy pevnosti (Senʼs Fortress), bašty kdysi postavené bohy.
Po rozhoupání zvonů se hlavní hrdina setkává s prvotním hadem Frampt, který vyznává Věk ohně a uloží hráčovi úkol. Musí se dostat do božského města Anor Londo a v něm získat artefakt Lordvessel od Gwynevere, dcery Lorda Gwyna. Po probití se skrz Senovu pevnost a porážce Železného golema (Iron Golem) se hráč dostává do Anor Londo. Ve zdejší katedrále je nucen porazit drakobijce Ornsteina a popravčího Smougha, načež se dostává ke Gwynevere, zvané Princezna slunečního svitu (Princess of Sunlight). Ta mu dá Lordvessel, artefakt, který umožňuje otevřít zapečetěný průchod k Prvnímu plameni. Vzápětí Frampt konstatuje, že hlavní hrdina je skutečně oním nemrtvým z proroctví, který má za úkol obětovat se Prvnímu plameni stejně jako to udělal dříve Gwyn, aby Věk ohně mohl přetrvat. Později hráč zjišťuje, že Gwynevere byla ve skutečnosti pouhou iluzí stvořenou jejím bratrem Gwyndolinem, který se snaží hlavního hrdinu zmanipulovat, aby se obětoval ohni.
Aby se hlavní hrdina mohl dostat k Prvnímu plameni, musí Lordvessel položit na Oltář spojení ohně (Firelink Altar) a naplnit jej dostatečně silnými dušemi. Pro první duši se vydává do ruin zatopeného Nového Londo, odkud se dostane do Propasti a zde porazí znetvořené Čtyři krále. Pokud hráč stále nepoložil Lordvessel na Oltář, potká zde dalšího prvotního hada, lstivého Kaathe, který se jej snaží přesvědčit, aby nechal První plamen vyhasnout a nastolil tak Věk temna. Pro další duši se hlavní hrdina vydá do Vévodových archivů (The Dukeʼs Archives), kde konfrontuje Seatha Bezšupinatého. Ten se zdá být nezranitelný, jelikož mu Prvotní krystal (Primordial Crystal), pradávný artefakt uloupený drakům, zaručuje nesmrtelnost. Po zničení krystalu je Seath zabit. Následně se hráč dostává do Hrobky obrů (Tomb of the Giants), kde se střetne s Pánem hrobů Nitem. Po Nitově smrti hlavní hrdina odcestuje do Ztraceného Izalithu (Lost Izalith), kde se střetne s Lóží chaosu, což kdysi bývala Čarodějnice z Izalithu. Po její porážce a získání i její duše se hráč vydává do Oltáře spojení ohně, kde Lordvessel naplní získanými dušemi. Otevře se brána do Pece Prvního plamene (Kiln of the First Flame), kde začíná konečná část hry.
Okolo chřadnoucího Prvního plamene bloudí zmrtvýchvstalý Lord Gwyn, ale jedná se jen o bezduchou schránku, tělo bez života. Ten stráží Plamen, aby se k němu nemohl dostat nikdo, kdo jej není hoden. Po porážce Gwyna přistoupí hráč k Plameni. V tomto okamžiku nabízí hra možnost volby dvou různých konců:
1. Spojení s ohněm: Hlavní hrdina přijme svou část v proroctví a spojí se s ohněm tak jako kdysi Gwyn. Obětuje se Prvnímu plameni, kvůli čemuž sice shoří v planoucí výhni, ale znovu tím Plamen rozdmýchá. Díky tomu Věk ohně nadále pokračuje.

2. Vyhasnutí Plamene: Hlavní hrdina se zřekne svého osudu a s ohněm se nespojí. Odejde pryč s vědomím, že První plamen brzy vyhasne a nastane Věk temna, čas lidí. Několik prvotních hadů včetně Kaathe a Frampt se hlavnímu hrdinovi klaní jako svému Temnému pánovi (Dark Lord), vládci lidstva.

## DLCArtorias of the Abyss
Artorias of the Abyss je název datadisku k základní hře. Vytvořen společností FromSoftware a publikován Namco Bandai Games, byl zveřejněn 23. října 2012 pro PlayStation 3 a Xbox 360. Datadisk byl později zahrnut k základní hře v edici Prepare to Die Edition na Windows. Samotná hra bere hráče stovky let do minulosti před událostmi hry Dark Souls, dle vyjádření tvůrců nějakých dvě stě či tři sta let před základní hrou, kdy musí zachránit zemi Oolacile před zničením rukou Manuse. Artorias of the Abyss obdržel pozitivní recenze od kritiků, kteří chválili boje s bossy a nový příběh, stejně tak přidání multiplayerových arén.

#### Příběh
Artorias of the Abyss pracuje s myšlenkou cestování v čase a odehrává se celá staletí před událostmi základní hry. Hlavní postava, Vyvolený nemrtvý (Chosen Undead) ze základní hry, odcestuje do Temných močálů (Darkroot Basin), kde svede souboj s Hydrou. Poté musí porazit Zlatokrystalového golema (Golden Crystal Golem), aby osvobodil Soumračnou z Oolacilu (Dusk of Oolacile), jedinou přeživší zkázy země Oolacile, kterou dle jejích slov tehdy zachránil rytíř Artorias. Po získání Rozbitého přívěšku (Broken Pendant) z Vévodových archivů (The Dukeʼs Archives) se v močálech objevuje vznášející se temný portál. Hlavní hrdina je do něj vtažen podivnou obří rukou a přemístěn v čase stovky let do minulosti do země Oolacile, která během událostí základní hry už neexistuje.
Probouzí se v jeskyni a vzápětí od místních zjišťuje, že zemi Oolacile požírá temnota Propasti (The Abyss), v důsledku čehož země čelí své zkáze. Místní vládce, princezna Soumračná (Princess Dusk) byla navíc unesena jakousi zrůdou z hlubin Propasti. Artorias, jeden z velkých čtyř rytířů Lorda Gwyna, sice přišel do Oolacile hrozbu temnot zlikvidovat, ale panují obavy, že vlivu Propasti není schopen odolat. Vzápětí se hlavní hrdina dostává do Městysu Oolacile (Oolacile Township), kde se s Artoriem setkává. Vychází najevo, že obavy byly oprávněné – rytíř skutečně propadl temnotě. Hráč je nucen v sebeobraně Artoria zabít. Jeho duši následně může dát rytířce Pánova čepel Ciaran (Lordʼs Blade Ciaran), aby mohla provést řádný Artoriův pohřeb, či si ji ponechat pro vlastní užití.
V průběhu cesty přes Oolacile hráč postupně zjišťuje, že místní lid se nechal přesvědčit jistým lstivým hadem, zřejmě Kaathe, aby otevřeli hrob jednoho z prvních lidí, jistého Manuse, což se samozřejmě ukázalo jako pošetilá chyba. Manusova lidskost (Humanity, kus Temné duše, tedy Dark Soul) se vymknula z rukou a nekontrolovatelně se uvolnila, což vedlo k vytvoření Propasti, říše prázdnoty a temnot. Manus ve svém zuřivém šílenství přivolal Propast na Oolacile a rozpoutal chaos. Hráč dále zjišťuje, že do minulosti byl přenesen právě Manusem, který pátral po svém milovaném Rozbitém přívěšku.
Hlavní hrdina se postupně dostává až do Rokle Propasti (Chasm of the Abyss), na temné místo, kde nalézá Sif, vlčí společnici Artoria, jíž na poslední chvíli rytíř zachránil, když kolem ní vytvořil magickou bariéru. Sif lze osvobodit, což zaručí pomocnou sílu při souboji s bossem. V Rokli poté hráč nalézá znetvořeného Manuse, zvaného Otec Propasti (Manus, Father of the Abyss). Byl to právě on, kdo unesl princeznu Soumračnou. Hráč s ním musí svést souboj, jedná se o hlavního bosse DLC. Po jeho smrti je princezna osvobozena. Věří, že její zachránce je Artorias, nevědoma si rytířovy smrti. Další, volitelný boj s bossem představuje černý drak Kalameet, který ohrožuje Oolacile, s asistencí lukostřelce Hawkeye Gough. Po těchto událostech se hlavní hrdina opět může vrátit do přítomnosti skrz bonfire.

## Filozofie a vlivy
Postavy a svět Dark Souls obsahují mnoho filozofických a folklorních paralel mezi řeckou mytologií, japonskou mytologií, francouzským existencialismem a pracemi takových filozofů, jako je Friedrich Nietzsche.
Ústředním motivem hry jsou neustále se opakující cykly, které svět zažívá. Tento aspekt je společně s návrhy některých jednotlivých postav paralelou k japonským a řeckým mýtům.
Téma fiktivního univerza, které je definováno nevyhnutelným vyhasnutím Plamene a tragickými příběhy jednotlivců v tomto nesmyslném světě, jsou podobné myšlenkám z filozofických škol o existencialismu, absurditě, nesmyslnosti a konci vesmíru.
Režisér Dark Souls Hidetaka Miyazaki uvedl, že hra čerpá přímou inspiraci z dřívějších děl fantasy a dark fantasy, zejména z manga série Berserk. Hlavní estetický princip hry popsal jako „určitý druh zušlechťování, elegance a důstojnosti“. Dále popsal způsoby, kterými se hra vyvinula: „Zavedl jsem tři hlavní směry: Bohové a rytíři soustředění kolem Anor Londo, démonický Chaos a plamen soustředění kolem Lost Izalith, a téma smrti zaměřené na postavu Gravelord Nito. K těmto tématům jsem přidal speciální koncept starých draků, kteří předcházejí veškerému životu, a to vytvořilo základ pro Dark Souls.“

## Verze pro PC

### Vývoj
Po úspěšném vydání hry pro PlayStation 3 a Xbox 360 vyjádřilo mnoho hráčů zájem o PC verzi. Člen mezinárodní vydavatelské společnosti Namco Bandai Games, Tony Shoupinou, na své webové stránce odpověděl, že PC verze možná je. Na začátku roku 2012 fanoušci zahájili petici, kterou podepsalo více než devadesát tři tisíc lidí, díky čemuž byla PC verze hry potvrzena v dubnu 2012 prostřednictvím německého časopisu PC Action. Během procesu vývoje bylo hlášeno, že FromSoftware měl potíže s portem kvůli nezkušenosti s PC jako platformou a zaměřil se spíše na nový obsah než na optimalizaci. PC verze hry vyšla v srpnu 2012 pod názvem Prepare To Die Edition, a představila nový obsah – souboje s bossy, nepřátele, vybavení a NPC. Datadisk s názvem Artorias of the Abyss byl vydán pro konzole v říjnu 2012. Poté bylo oznámeno, že Dark Souls pro PC bude používat Games for Windows – Live pro hraní online.

### Ocenění
V recenzi od GameSpy, port byl pojmenován jako „ošuntělý“, zejména kvůli limitu hry 30 FPS, špatnému ovládání myší a klávesnice a nepřizpůsobitelnému rozlišení. Rozšířený obsah byl ovšem chválen, zaručil hře ve finále převážně pozitivní recenze. Eurogamer také komentoval kvalitu portu a řekl: Dark Souls: Prepare to Die Edition nepřichází s technickými možnostmi, které byste očekávali od dobře připravené počítačové hry, protože je to port konzolové hry, a to je všechno co FromSoftware kdy slíbil“.
Jeden z producentů Dark Souls II, Takeshi Miyazoe, reagoval na kritiku PC verze tím, že řekl: „Tohle bude znít strašně, ale naší hlavní prioritou bylo převést hru na PC co nejrychleji, protože lidé to chtěli. PC průmysl v Japonsku je tak minimální, že původně nebyly žádné plány na převedení hry na PC. Ovšem kvůli petici od severoamerických a evropských fanoušků jsme se to pokoušeli co nejrychleji udělat; a to i s nedostatkem zkušeností s prací na této platformě. Problémy byly do určité míry očekávány. Věděli jsme, že existují funkce specifické pro PC, jako je key-mapping a použití myši a klávesnice, vysoké rozlišení a vyšší snímková frekvence, ale... Není to tak, že bychom to ignorovali, jenže faktem je, že by to pak celkově trvalo příliš dlouho. Neměli bychom možnost vše realizovat, otestovat a dostat na očekávanou úroveň. Jednalo se spíše o rozhodnutí vydavatele [Namco Bandai Games], kteří řekli: ,Chlapci, nebojte se toho, pojďme zjistit, jak to funguje na PCʼ.“